# Dyana Gaye
Pour les articles homonymes, voir Gaye (homonymie).
Dyana Gaye est une réalisatrice franco-sénégalaise née à Paris en 1975.

## Biographie
Diplômée en études cinématographiques de l'Université de Paris-VIII. En 1999, elle est lauréate de la bourse d'études Louis Lumière – Villa Medicis Hors les Murs pour son scénario Une femme pour Souleymane, qu'elle réalisera l'année suivante, film qui obtient de nombreux prix dans des festivals internationaux. Parallèlement, elle travaille pendant plusieurs années comme programmatrice pour l'ACID (Agence pour le Cinéma Indépendant pour sa Diffusion).
En 2004, elle réalise J’ai deux amours pour le projet « Paris la métisse », série de 15 courts-métrages, et elle est finaliste du programme Rolex de mentorat artistique.
En 2006, son film de court-métrage Deweneti connaît une large diffusion nationale et internationale. Il reçoit le Prix du Jury au Festival International du Film de Clermont-Ferrand en 2007 et fait partie des cinq films nommés aux Césars 2008 du meilleur court-métrage.
En 2009, elle réalise Un transport en commun, comédie musicale présentée au Festival de Films de Locarno en compétition « Cinéastes du présent », et sélectionnée entre autres aux festivals de Sundance et de Toronto. Il fait partie des cinq films nommés aux César 2011 du meilleur court-métrage.
En 2013, elle réalise Des étoiles, premier long-métrage tourné entre Dakar, Turin et New-York qui sera présenté en première mondiale au Festival de Toronto dans la section Contemporary World Cinema. Le film reçoit le Grand prix du Jury et le prix du public au Festival Premiers Plans Angers 2014.
En 2014, elle réalise Un conte de la goutte d'or, court-métrage musical pour les Talents Adami Cannes.
Elle est membre du collectif 50/50 qui a pour but de promouvoir l’égalité des femmes et des hommes et la diversité dans le cinéma et l’audiovisuel,.

## Filmographie

### Réalisatrice
- 2000 : Une femme pour Souleymane (CM)
- 2004: J’ai deux amours « Paris la métisse »,
- 2005 : J'ai deux amours (CM)
- 2006 : Deweneti (CM)
- 2009 : Un transport en commun
- 2013 : Des étoiles
- 2014 : Un conte de la Goutte d'or (CM)
- 2019 : Album long métrage[3] (en développement )
- 2020:  Studio Kébé  long métrage [3]( en développement )

### Coproductrice
- 2011 : Honk, documentaire d'Arnaud Gaillard et Florent Vassault
- 2022 :  Tigritudes[4],Dyana Gaye et Valérie Osouf présentent

## Auteure pour le théâtre
- Un transport en commun (écriture du livret, d'après son film, au Théâtre musical de Paris-Châtelet)

## Distinctions
- Deweneti : Prix du Jury Clermont Ferrand 2007, nommé au César 2008 du meilleur court-métrage
- Un transport en commun : nommé au César 2011 du meilleur court-métrage
- Des étoiles' : Grand prix du Jury et Prix du public festival Premiers Plans Angers
- 2012 : Des étoiles, primé sur scénario dans le cadre de l'Aide à la Création de la Fondation Gan pour le Cinéma [5].
- 2013 : Katrin Cartlidge Foundation Award
- 2014 : Prix France Culture Révélation Cinéma